# Suicide
Suicide fue un dúo de música electrónica de Estados Unidos formado en 1970, conformado por Alan Vega (vocalista) y Martin Rev (sintetizador y caja de ritmos). Son considerados como una banda muy importante e influyente, principalmente para bandas de rock y electrónica que surgieron en los años 80, 90 y comienzos de los 2000, tales como Rollins Band, Talking Heads, Spacemen 3, Arcade Fire, Nine Inch Nails, Depeche Mode, R.E.M, Black Flag, Bruce Springsteen, The Sisters of Mercy, Soft Cell, LCD Soundsystem, entre otras. 
Su primer álbum, el homónimo Suicide, es frecuentemente considerado un clásico.

## Historia
Suicide se formó como power trio por Alan Vega, Martin Rev y Paul Liebegott principios de los 70 como un grupo convencional de rock, con guitarras, bajos y batería, pero Liebegott desertó y solo quedaron Vega y Rev. Emergió de la temprana escena punk de Nueva York con una reputación de actuaciones feroces y polémicas, que ocasionalmente desembocaban en disturbios y violencia. El nombre de la banda se escogió del cómic Satan Suicide de Ghost Rider

## Estilo
Los riffs de teclado de Rev, simples e hipnóticos, habitualmente provenientes de un desgastado órgano y acompañados de una primitiva caja de ritmos, proveían un fondo ideal para la voz de Vega. El estilo de Vega, aunque reminiscente de Elvis Presley y cantantes de rockabilly, es original por su forma de cantar, repleta de alaridos y murmullos nerviosos.

## Influencia
La influencia de Suicide se puede percibir en el post-punk, el indie rock, la música industrial y el dance. Después de interpretar "Dream Baby Dream" en algunos de sus conciertos, Bruce Springsteen finalmente grabó una versión en su disco High Hopes; la huella de Suicide es perceptible en la canción "Mr. State Trooper" del álbum Nebraska. También es muy conocida la amistad de Alan Vega con el líder del grupo gótico británico The Sisters of Mercy, Andrew Eldritch: en el "run-out groove inscription" de los simples de los Sisters hay varias dedicatorias a Vega, como "for Alan Vega". En 1986, Alan Vega participó en el EP Gift de The Sisterhood, el grupo de Andrew Eldritch. Tanto Vega como Rev han lanzado álbumes como solistas, y Suicide publicó su primer álbum en más de una década en 2002 con American Supreme. Las ventas, sin embargo, fueron lentas, y las críticas mixtas. En 2005, su clásica canción "Ghost Rider" fue usada en un anuncio de desodorante brasileño.
Henry Rollins, Soft Cell, The Fleshtones, LCD Soundsystem, R.E.M., entre otros, han mencionado a Suicide como una de sus principales influencias.

## Discografía

### Álbumes de estudio
- Suicide (1977)
- Suicide (1980)
- A Way of Life (1988)
- Why Be Blue (1992)
- American Supreme (2002)

### Álbumes en vivo
- ½ Alive (1981)
- Ghost Riders (1986)
- Zero Hour (1997)
- Attempted: Live at Max's Kansas City 1980 (2004)
- Live 1977-1978 (2008)

### Otros
- 23 Minutes in Bruxelles (1980)